# Adota maritima
Adota maritima är en skalbaggsart som först beskrevs av Mannerheim 1843.  Adota maritima ingår i släktet Adota och familjen kortvingar. Inga underarter finns listade i Catalogue of Life.